# Portada/efemèride maig 28
Placa en record de Josep Maria Isanta a Berga.
« 27 de maig · 28 de maig · 29 de maig »